# Grinau
Grinau là một đô thị thuộc huyện Lauenburg, trong bang Schleswig-Holstein, nước Đức. Đô thị Grinau có diện tích 2,74 km², dân số thời điểm 31 tháng 12 năm 2006 là 315 người.